# Ernst Nievergelt
Ernst Nievergelt (ur. 23 marca 1910 w Zurychu, zm. 1 lipca 1999 w Kappel am Albis) – szwajcarski kolarz szosowy, dwukrotny medalista olimpijski.

## Kariera
Największe sukcesy w karierze Ernst Nievergelt osiągnął w 1936 roku, kiedy zdobył dwa medale podczas igrzysk olimpijskich w Berlinie. Wspólnie z Edgarem Buchwalderem i Kurtem Ottem zdobył srebrny medal w drużynowym wyścigu ze startu wspólnego, w którym Szwajcarzy ulegli tylko Francuzom. Ponadto w wyścigu indywidualnym rywalizację zakończył na trzeciej pozycji – wyprzedzili go jedynie Robert Charpentier i Guy Lapébie z Francji. Ponadto w 1935 roku wygrał w Mistrzostwach Zurychu w kategorii amatorów, a trzy lata później zwyciężył w jednym z etapów Deutschland Tour, jednak w klasyfikacji generalnej nie stanął na podium. Nigdy nie zdobył medalu na szosowych mistrzostwach świata.